# PMR446
O PMR446 é um serviço de comunicações via rádio numa faixa de 16 canais em UHF nos 446 MHz. 
PMR são as iniciais de "Personal Mobile Radio" ou Radio Movel Pessoal. Destina-se a ser utilizada por todos os cidadãos, de forma livre e gratuita, dispensando qualquer licença ou autorização.

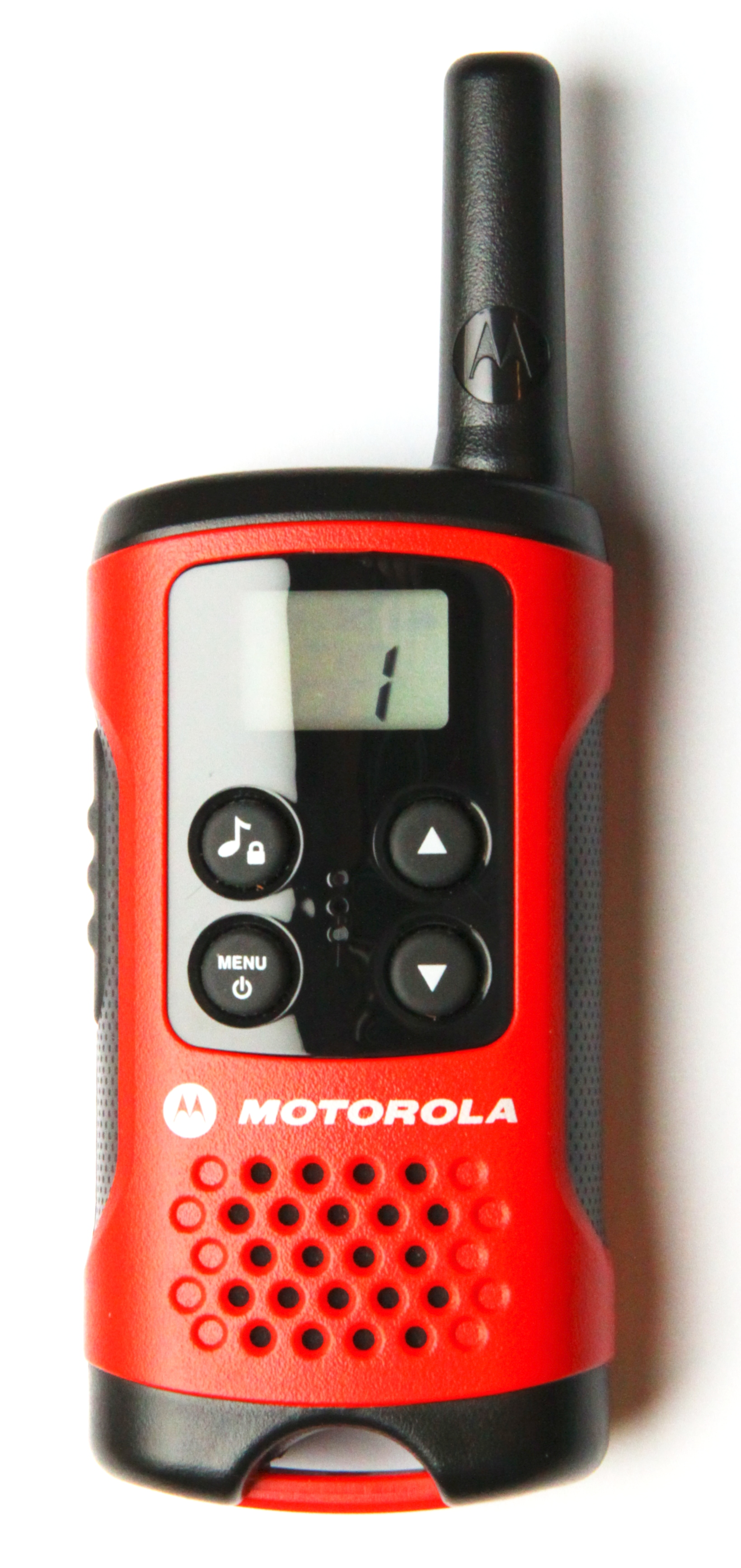
PMR446 FM

Este sistema assemelha-se à Banda do Cidadão (CB), com a diferença residindo no alcance das comunicações devido a várias limitações: apenas se pode emitir com 500 mW, só são autorizados aparelhos com antenas incorporadas, o maior alcance em UHF atinge o melhor rendimento em linha de vista. Assim, este é um serviço utilizado em comunicações locais com alcances de até 5 quilómetros, em condições ideais (em linha de vista). Todavia, na presença de obstáculos, essa distância reduz-se. Numa cidade, consegue-se frequentemente atingir mais de um quilómetro.

## Lista de canais e respectivas frequências FM e TDMA (espaçamento 12,5KHz)
| Canal | Frequência    |          | |
| ----- | ------------- | -------- | --- |
| 1     | 446.00625 MHz | 12.5 kHz | |
| 2     | 446.01875 MHz | 12.5 kHz | |
| 3     | 446.03125 MHz | 12.5 kHz | FM => Macanudos.org Plano 3-3-3 a cada 3 horas. => sem Tom |
| 4     | 446.04375 MHz | 12.5 kHz | FM => Pilotos de drones Intercom => Canal 4 CTCSS 14 |
| 5     | 446.05625 MHz | 12.5 kHz | FM => Scouts => Canal 5 CTCSS 5 |
| 6     | 446.06875 MHz | 12.5 kHz | |
| 7     | 446.08125 MHz | 12.5 kHz | CANAL 7 TOM 7 = 446,08125MHz CTCSS 85,4Hz = CANAL 7-7 RÁDIO ATIVIDADES NATUREZA |
| 8     | 446.09375 MHz | 12.5 kHz | FM => Canal de chamada geral => Canal 8 sem Tom |
| 9     | 446.10625 MHz | 12.5 kHz | DMR => Canal de chamada general digital => Canal 9 (Color Code 1, TalkGroup 99, TimeSlot 1*). DMR => Canal de urgência digital => Canal 9 (Color Code 1, TalkGroup 9112, TimeSlot 1*). *DCDM rádios (2 TimeSlot Simplex - Dual Capacity Direct Mode) |
| 10    | 446.11875 MHz | 12.5 kHz | |
| 11    | 446.13125 MHz | 12.5 kHz | |
| 12    | 446.14375 MHz | 12.5 kHz | |
| 13    | 446.15625 MHz | 12.5 kHz | |
| 14    | 446.16875 MHz | 12.5 kHz | |
| 15    | 446.18125 MHz | 12.5 kHz | |
| 16    | 446.19375 MHz | 12.5 kHz | |

## Lista de canais e respectivas frequências FDMA (espaçamento 6,25KHz)
| Canal | Frequência     |          | |
| ----- | -------------- | -------- | --- |
| 1     | 446.003125 MHz | 6.25 kHz | |
| 2     | 446.009375 MHz | 6.25 kHz | |
| 3     | 446.015625 MHz | 6.25 kHz | |
| 4     | 446.021875 MHz | 6.25 kHz | |
| 5     | 446.028125 MHz | 6.25 kHz | |
| 6     | 446.034375 MHz | 6.25 kHz | |
| 7     | 446.040625 MHz | 6.25 kHz | |
| 8     | 446.046875 MHz | 6.25 kHz | |
| 9     | 446.053125 MHz | 6.25 kHz | |
| 10    | 446.059375 MHz | 6.25 kHz | |
| 11    | 446.065625 MHz | 6.25 kHz | |
| 12    | 446.071875 MHz | 6.25 kHz | |
| 13    | 446.078125 MHz | 6.25 kHz | |
| 14    | 446.084375 MHz | 6.25 kHz | |
| 15    | 446.090625 MHz | 6.25 kHz | |
| 16    | 446.096875 MHz | 6.25 kHz | |
| 17    | 446.103125 MHz | 6.25 kHz | |
| 18    | 446.109375 MHz | 6.25 kHz | |
| 19    | 446.115625 MHz | 6.25 kHz | Canal de chamada geral digital => Canal 19 (Color Code 1, TalkGroup 99). Canal de urgência digital => Canal 19 (Color Code 1, TalkGroup 9112). |
| 20    | 446.121875 MHz | 6.25 kHz | |
| 21    | 446.128125 MHz | 6.25 kHz | |
| 22    | 446.134375 MHz | 6.25 kHz | |
| 23    | 446.140625 MHz | 6.25 kHz | |
| 24    | 446.146875 MHz | 6.25 kHz | |
| 25    | 446.153125 MHz | 6.25 kHz | |
| 26    | 446.159375 MHz | 6.25 kHz | |
| 27    | 446.165625 MHz | 6.25 kHz | |
| 28    | 446.171875 MHz | 6.25 kHz | |
| 29    | 446.178125 MHz | 6.25 kHz | |
| 30    | 446.184375 MHz | 6.25 kHz | |
| 31    | 446.190625 MHz | 6.25 kHz | |
| 32    | 446.196875 MHz | 6.25 kHz | |

Lista de tons CTCSS (também chamados de "sub-canais"):
| Tom Nº | Frequência | Tom Nº | Frequência |
| ------ | ---------- | ------ | ---------- |
| 1      | 67.0Hz     | 20     | 131.8 Hz   |
| 2      | 71.9 Hz    | 21     | 136.5 Hz   |
| 3      | 74.4 Hz    | 22     | 141.3 Hz   |
| 4      | 77.0 Hz    | 23     | 146.2 Hz   |
| 5      | 79.7 Hz    | 24     | 151.4 Hz   |
| 6      | 82.5 Hz    | 25     | 156.7 Hz   |
| 7      | 85.4 Hz    | 26     | 162.2 Hz   |
| 8      | 88.5 Hz    | 27     | 167.9 Hz   |
| 9      | 91.5 Hz    | 28     | 173.8 Hz   |
| 10     | 94.8 Hz    | 29     | 179.9 Hz   |
| 11     | 97.4 Hz    | 30     | 186.2 Hz   |
| 12     | 100.0 Hz   | 31     | 192.8 Hz   |
| 13     | 103.5 Hz   | 32     | 203.5 Hz   |
| 14     | 107.2 Hz   | 33     | 210.7 Hz   |
| 15     | 110.9 Hz   | 34     | 218.1 Hz   |
| 16     | 114.8 Hz   | 35     | 225.7 Hz   |
| 17     | 118.8 Hz   | 36     | 233.6 Hz   |
| 18     | 123.0 Hz   | 37     | 241.8 Hz   |
| 19     | 127.3 Hz   | 38     | 250.3 Hz   |

Nota:

Os 8 canais quando conjugados com os tons CTCSS permite 304/312 sub-canais ("canais virtuais").

A utilização de um mesmo canal por utilizadores com tons CTCSS distintos, pode provocar interferências entre ambos ou mesmo impossibilitar a comunicação. É por esse motivo que se denominam de sub-canais ("canais virtuais").

## PMR446 em Portugal
- PMR446 Portugal
- Comunidade de Comunicações por Radio
- Portail français sur les PMR446 LPD433 SRD860
- Macanudos - Banda do cidadão e PMR446 (bandas livres)